# Five (White Lies)
Five (stilizzato FIVE oppure ⠋⠊⠧⠑ in braille) è il quinto album in studio del gruppo musicale britannico post-punk White Lies.

## Tracce
1. Time to Give – 7:35
2. Never Alone – 3:33
3. Finish Line – 4:45
4. Kick Me – 5:32
5. Tokyo – 4:52
6. Jo? – 3:07
7. Denial – 4:25
8. Believe It – 3:30
9. Fire and Wings – 4:45